# Batman Forever: The Arcade Game
Batman Forever: The Arcade Game es un videojuego basado en la película del mismo nombre. Dos Caras y sus secuaces, junto con el Acertijo, están causando un sinfín de problemas para la Ciudad Gótica. Una vez más, depende del dúo dinámico: Batman y Robin lanzar una llave inglesa en su confabulación.

## Jugabilidad
Tomando el papel de Batman o Robin, los jugadores golpearan, patearan, y usaran combinaciones especiales de ataques para derrotar a las olas de enemigos que atacan. Las combinaciones especiales aplicadas a enemigos pueden sumar hasta más de 150 golpes posibles en un villano individual. Las armas especiales como las Batarangs pueden ser encontradas a lo largo de los niveles. Batman Forever: The Arcade Game es seccionado en etapas, y después avanza a través de cada etapa de enemigos, recogiendo power-ups en el camino, los jugadores deben confrontarse contra un personaje jefe.

## Niveles
1. Gotham Streets
2. Biker Bar
3. Rooftop
4. Ritz Hotel
5. Subway Station
6. Two-Face Lair
7. Alleyway
8. Batcave
9. Riddler Throne Room